# Thérèse Waounwa
Thérèse Waounwa est une activiste béninoise. Militante et fondatrice du Parti communiste du Bénin (PcB) en 1977, elle est responsable de l'organisation pour la défense des droits de l'homme et des peuples.

## Biographie

### Enfance, formation et débuts
Thérèse Waounwa est titulaire d'un Baccalauréat série G2 obtenu au lycée Coulibaly, puis elle s'inscrit à la faculté des sciences juridiques de l'Université nationale du bénin. 
Elle s'engage pour la réduction des frais d'inscription à l'université et lance avec Séraphin Agbahoungbata et Sodji Thomas les manifestations étudiantes contre le Parti de la révolution populaire du Bénin , ce qui lui vaut d'être, en troisième année de ses études, poursuivie par la gendarmerie et la police. Elle est emprisonnée et violentée, et à la suite de ces pressions, elle met un terme à ses études de droit et rentre dans la clandestinité pour poursuivre des études de marketing et action commerciale.  Elle obtient son brevet de technicienne supérieure,.

### Parcours militant
Elle est l'une des fondatrices du Parti communiste du Bénin (PcB) en 1977. Elle milite contre le régime du Parti de la révolution populaire du Bénin (PRPB) dans les années 1980. De 1985 à 1989, elle se fait remarquer pour sa combativité contre l’autocratie de l’époque jusqu’à la convocation de la conférence nationale de février 1990. Au PCB, elle milite pour la bonne gouvernance et l'amélioration des conditions de vie des peuples. Elle est présente lors des marches de protestation, des sit-in et d'autres évènements politiques. Présidente de la coordination des comités d'action des marchés du Bénin, Thérèse Waounwa est également commerçante à Missèbo et présidente de la coordination des comités d'action des marchés du Bénin. Par ailleurs, elle est coordinatrice du forum des travailleurs du Bénin.

### Articles Connexes
- Liste des premières femmes par métier ou fonction au Bénin
- Histoire des femmes au Bénin
- Geneviève Boko Nadjo
- Marie-Élise Gbèdo